# Telecastic fake show
Telecastic fake show (que significa literalmente "Una pantalla falsa como una transmisión de televisión") es el primer sencillo de la banda de rock japonesa Ling Tosite Sigure. Su distribución al mercado fue por Nakano Records el 23 de abril de 2008.

## Publicación
Se publicó de 2 formas:
- Versión Regular (CD)
- Versión Limitada (CD+DVD)

### Versión Limitada
La versión limitada viene con un DVD en vivo. Está agotada, por lo que es muy difícil conseguirla.

## Canciones
Todas las canciones fueron escritas por TK.

### DISCO 1
| N.º | Título                 | Duración |  |
| 1.  | «Telecastic fake show» | 4:27     |  |
| 2.  | «Re:automation»        | 4:04     |  |
| 3.  | «24REVERSE»            | 5:07     |  |

### DISCO 2
En este disco vienen las canciones en vivo en el Nakano Inspiration Tour Final @ Shibuya-AX en el 2007

| N.º | Título                                | Duración |  |
| 1.  | «nakano kill you»                     |          |  |
| 2.  | «DISCO FLIGHT»                        |          |  |
| 3.  | «Acoustic»                            |          |  |
| 4.  | «想像のSecurity [Souzou no Security]» |          |  |
| 5.  | «感覚UFO [Kankaku UFO]»               |          |  |